# كيلي فان دن ستين
كيلي فان دن ستين (بالفرنسية: Kelly Van den Steen)‏ (و. 1995  م) هي دراجة بلجيكية، ولدت في بلجيكا.

## التصنيف
| السنة     | 2016 | 2017 | 2018 | 2019 | 2020 | 2021 |
| --------- | ---- | ---- | ---- | ---- | ---- | ---- |
| تصنيف UCI | 415  | 513  | 253  | 237  | -    | 836  |
| العالم    | 162  | -    | 136  | 149  | -    | -    |
|           |      |      |      |      |      |      |
| مصدر: UCI |      |      |      |      |      |      |

## سجل الفوز

### سباقات أو مراحل فاز بها
| التاريخ        | السباق                    | المركز                   |
| -------------- | ------------------------- | ------------------------ |
| 17 أغسطس 2014  | طواف النرويج للسيدات 2014 | العاشر في تصنيف أفضل شاب |
| 11 مارس 2017   | سيتمانا فالنسيا 2017      | العاشر في التصنيف العام  |
| 20 أغسطس 2017  | طواف النرويج للسيدات 2017 | التاسع في تصنيف أفضل شاب |
| 07 سبتمبر 2018 | لوتو بلجام تور 2018       | الفائز في ترتيب التسلق   |
| 20 مارس 2019   | نوكيري كورسي للسيدات 2019 | السادس في التصنيف العام  |
| 13 سبتمبر 2019 | لوتو بلجام تور 2019       | السادس في تصنيف الجبال   |